# Gold (album Kobranocki)
Gold – album kompilacyjny zespołu Kobranocka. Wydany w roku 1999 nakładem wydawnictwa Koch International.

## Lista utworów
źródło:.
1. „Ela, czemu się nie wcielasz?” – 3:02
2. „List z pola boju” – 3:38
3. „Ballada dla samobójców” – 3:31
4. „I nikomu nie wolno się z tego śmiać” – 3:19
5. „Biedna pani” – 3:06
6. „Dałaś mi w brzuch tortowym nożem” – 2:31
7. „Gorycz w chlebie” – 3:46
8. „Kocham cię jak Irlandię” – 4:53
9. „Zataczówka” – 4:01
10. „Stepowanie kota w mroku” – 4:56
11. „Kwiaty na żywopłocie” – 5:06
12. „Rozgrzeszenia nie chcą mi dać” – 3:02
13. „Po nieboskłony” – 4:17
14. „Daj na tacę” – 3:31
15. „Póki to nie zabronione” – 2:58
16. „Hipisówka” – 5:24
17. „Niech popłyną łzy” – 4:21
18. „Póki możesz, aż do końca” – 4:08
19. „Noc ogonem szatana” – 4:09